# Mr. Freeze: Reverse Blast (Six Flags Over Texas)
Mr. Freeze in Six Flags Over Texas (Arlington, Texas, USA) ist eine Stahlachterbahn vom Modell LIM Shuttle Loop Coaster des Herstellers Premier Rides, die 1998 eröffnet wurde.
Die Bahn sollte eigentlich 1997 eröffnen, da es aber Probleme mit dem LIM-Beschleunigungssystem gab, wurde Mr. Freeze erst 1998 eröffnet. Zur Saison 2012 wurden die Züge umgedreht, sodass die Fahrt mit einem rückwärtsgerichteten Abschuss beginnt. Von da an fuhr die Bahn unter dem Namen Mr. Freeze: Reverse Blast. 2022 wurde die Bahn wieder in den ursprünglichen Namen umbenannt und der Abschuss wieder auf vorwärts geändert. Seit 2023 fährt ein Zug vorwärts und einer rückwärts.
Ihr Streckenverlauf ist ein Spiegelbild der Mr. Freeze: Reverse Blast in Six Flags St. Louis.

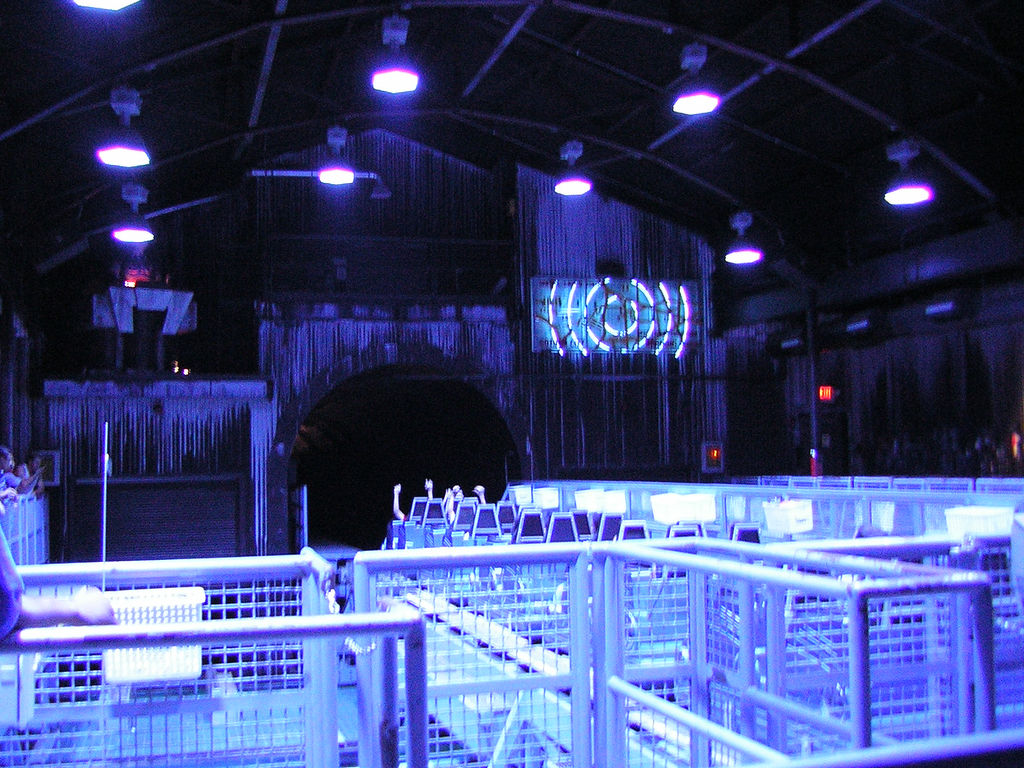
Die Station von Mr. Freeze.

## Fahrt
Nach dem rückwärtsgerichteten Abschuss von 0 auf 112,7 km/h in 3,8 Sekunden, bei dem 1,6 g wirken, durchfährt der Zug die einzige Inversion der Bahn – einen Inside-Top-Hat, gefolgt von einer großen übergeneigten Kurve, deren Ausfahrt auf einen senkrechten 66,4 m hohen Turm mündet. Damit der Zug den Rückweg ohne Probleme schafft, sind an der Auffahrt des Turms weitere LIMs montiert, damit der Zug die maximale Höhe des Turms erreicht. Letztendlich durchfährt er die Strecke wieder vorwärts und wird auf der Beschleunigungsstrecke abgebremst.

## Züge
Mr. Freeze besitzt zwei Züge mit jeweils fünf Wagen. In jedem Wagen können vier Personen (zwei Reihen à zwei Personen) Platz nehmen.
Ursprünglich hatte Mr. Freeze Schulterbügel, diese wurden jedoch zur Saison 2002 durch Beckenbügel ersetzt.
Normalerweise kann bei einem Shuttle Coaster nur ein Zug fahren. Mr. Freeze besitzt aber zwei bewegliche Abschussstrecken in der Station. Wird ein Zug abgeschossen, können bereits in dem anderen Zug die Personen Platz nehmen. Ist der erste Zug zurück in der Station, werden die Schienen zur Seite versetzt, sodass der zweite Zug abgeschossen werden kann, während die Personen aus dem ersten Zug aussteigen und neue Personen einsteigen können.